# Rabanete
- Commons
- Wikispecies

O rabanete é uma hortaliça cultivada na Europa desde a Antiguidade, hoje é consumida no mundo todo por seu sabor adocicado, refrescante e picante. Ele pertence à família Brassicaceae, a mesma da couve, do nabo, da mostarda e do agrião. Inúmeras variedades de rabanete estão disponíveis, selecionadas principalmente por suas características e por época de plantio. Assim, há variedades próprias para plantar no verão, primavera, inverno ou outono. Da mesma forma, há grande variação no tamanho, na forma e nas cores das raízes, que na maioria das vezes são alongadas ou esféricas e de cor branca ou vermelha, incluindo mesclas. Há também variedades próprias para a produção de sementes, que podem ser utilizadas como tempero ou na extração de óleo.
Se não for colhido, o rabanete produzirá pequenas flores brancas ou arroxeadas, masculinas e femininas, que quando polinizadas de forma cruzada (entre plantas diferentes) por abelhas, originarão frutos do tipo síliqua, deiscentes. Os frutos contêm pequenas sementes, de cor marrom, que podem conservar seu poder germinativo por até 10 anos.

## Características
A raiz tuberosa apresenta grande variação de tamanho e de forma, podendo ser redonda, oval ou alongada. A casca é de cor branca, vermelha, ou vermelha e branca, enquanto a polpa é sempre branca. Em geral, as raízes são vendidas em maços, de cerca de 800g. As folhas devem estar com aspecto de produto fresco, com cor verde brilhante. As raízes devem ter a casca com cor uniforme, serem firmes e lisas, sem pontos escuros ou rachaduras.

## Consumo
O rabanete é uma excelente alternativa para diversificar a dieta. O uso mais comum é na forma crua, em saladas. Devido à sua cor e formato, ajuda a decorar a salada quando cortado em rodelas e servido com tomate, aipo e pepino, estimulando assim o consumo de outras hortaliças. Quando grandes, podem ser consumidos cozidos ou com picles. Quando cozidos, o sabor é menos picante. Os rabanetes podem também ser preparados na forma de petiscos, uma alternativa mais saudável do que os pratos ricos em calorias geralmente utilizados. Combine-os com recheios e molhos de sua preferência. O rabanete não precisa ser descascado para ser consumido.
Quanto a conservação desse alimento, nos países do Extremo Oriente, costuma-se conservá-lo em vinagre e também fermentado em diversos preparos. Ao conservá-lo dessa maneira perde-se muito de seu conteúdo vitamínico e as propriedades medicinais (Pamplona, p. 127) .
Os romanos espalharam o cultivo do rabanete por toda a Europa, no entanto, ele é mais apreciado nos países do Extremo Oriente, como por exemplo: na Coreia (onde o consumo por pessoa chega a 30 kg ao ano) e no Japão (consumo anual por pessoa chega a 13 kg) (ibid., p. 126).

## Uso medicinal
As variedades de rabanete possuem uma essência sulfurada com propriedades coleréticas, colagogas, digestivas, antibióticas e mucolíticas. Devido a essas propriedades citadas o seu consumo associa-se a benefícios ligados a: afecções hepáticas e biliares, transtornos digestivos, sinusite e bronquite e como agente preventivo de câncer (ajuda a impedir as mutações celulares que conduzem ao câncer) (ibid., p. 127) .

## Galeria

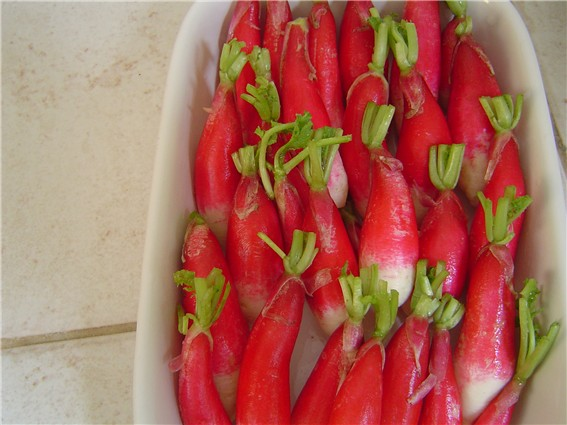
Rabanetes prontos para serem consumidos
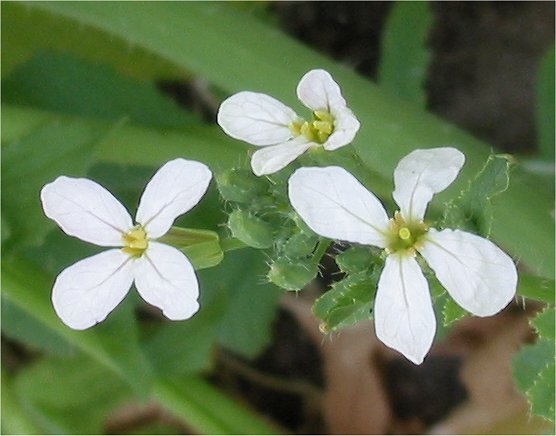
Flor de rabanete
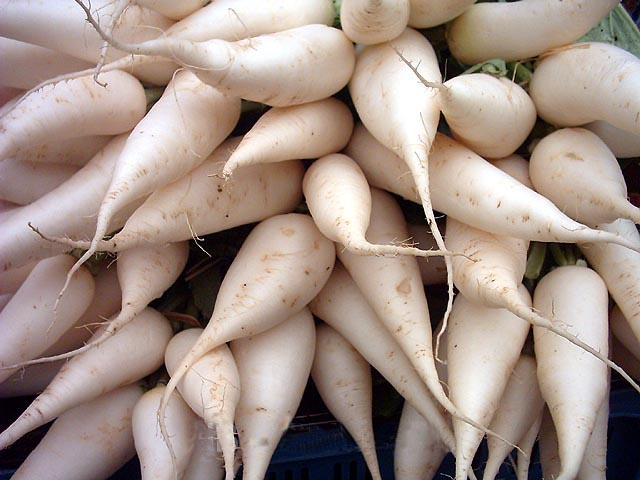
Rabanetes em um mercado na Baviera
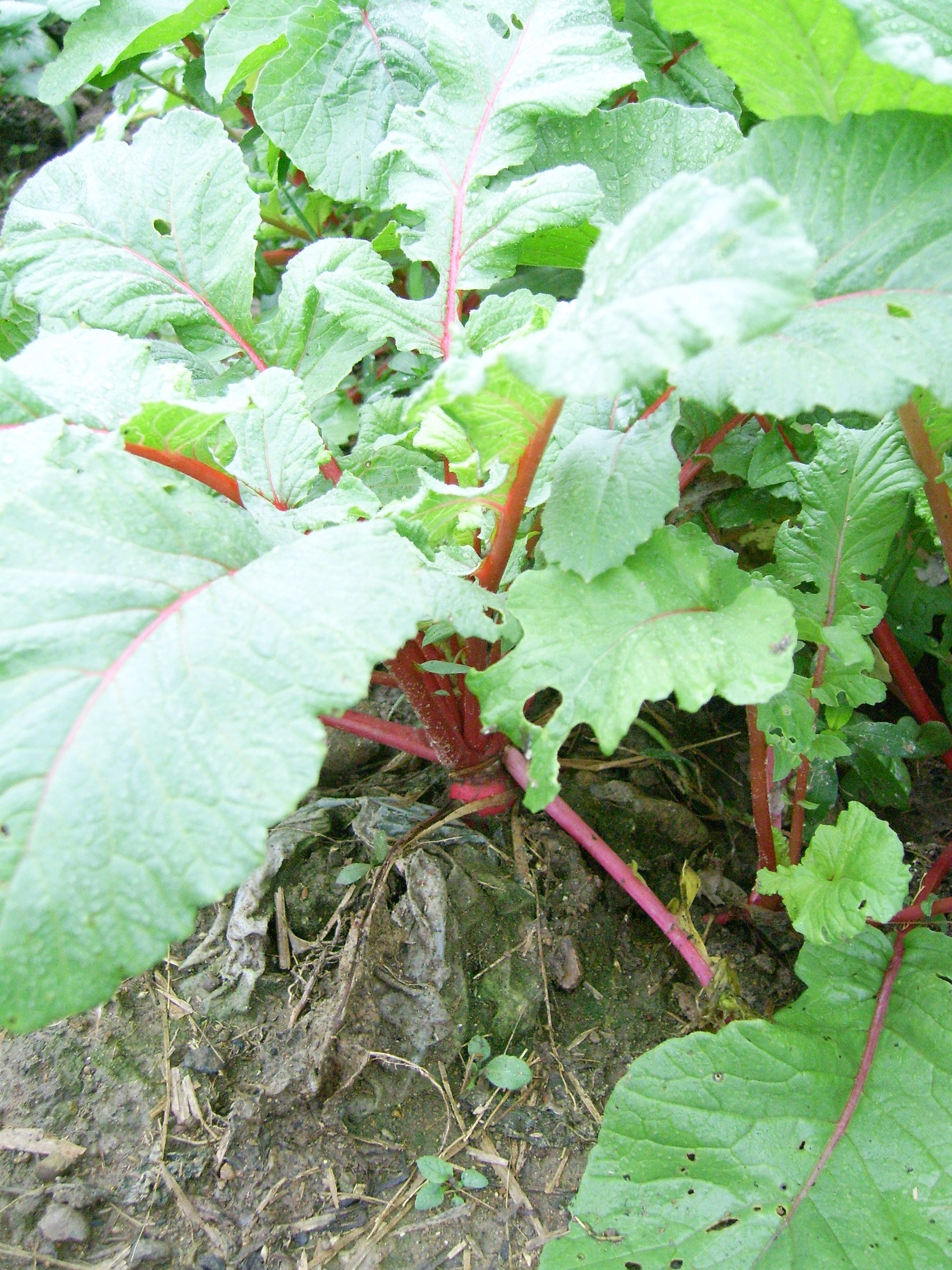
Folhas de rabanete
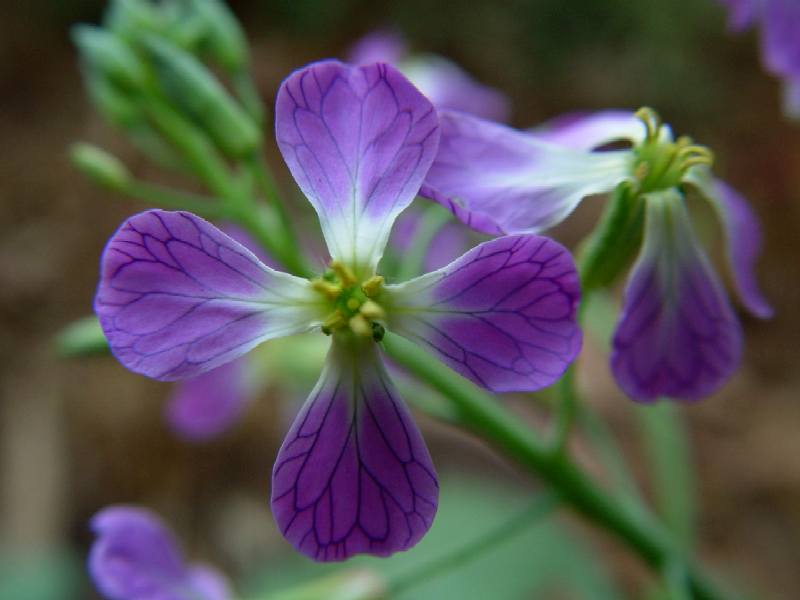
Flores de rabanete selvagens
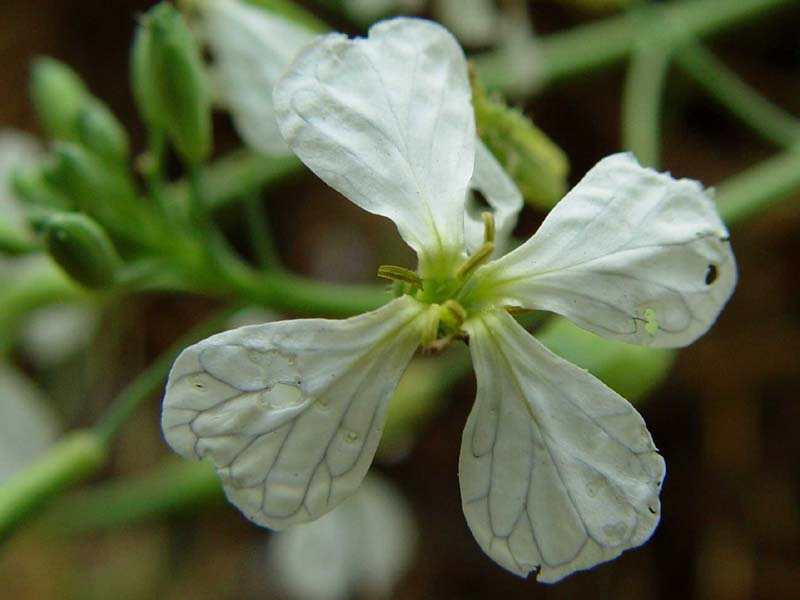
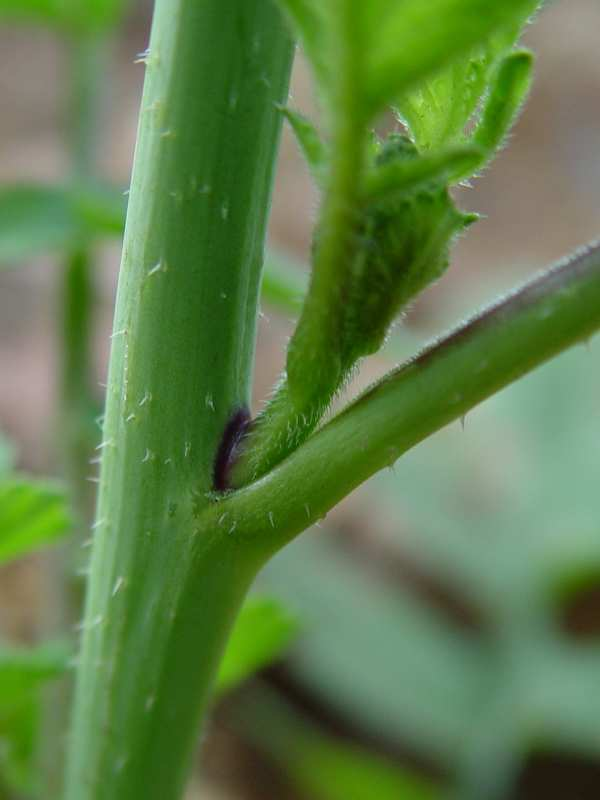
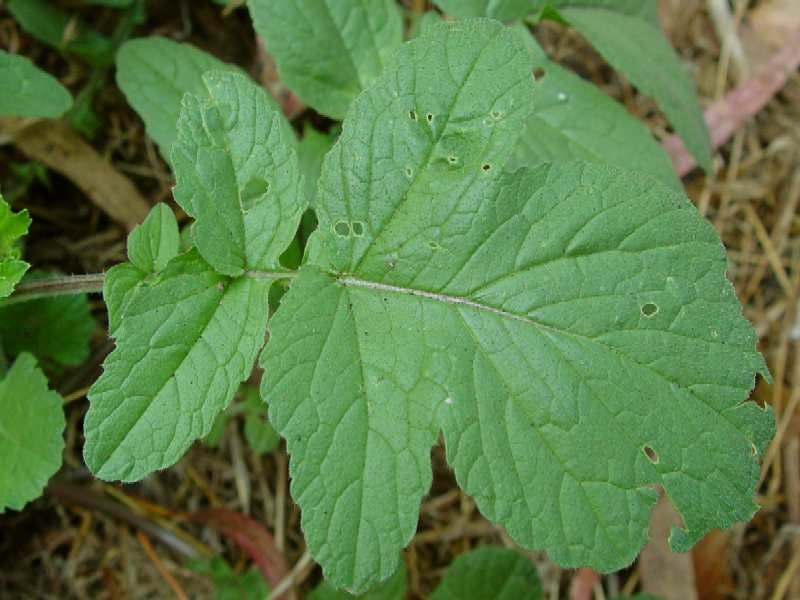